# Anoura cadenai
Anoura cadenai är en däggdjursart som beskrevs av de amerikanska zoologerna Hugo Mantilla-Meluk och Robert J. Baker, 2006. Arten ingår i släktet Anoura, och fladdermusfamiljen bladnäsor.
Artepitet i det vetenskapliga namnet hedrar zoologen A. Cadena som är aktiv vid Colombias naturhistoriska museum.

## Utseende
Arten når en kroppslängd (huvud och bål) av 59 till 61 mm och saknar svans. Den har 36 till 37 mm långa underarmar. Den korta pälsen på ovansidan bildas av tvåfärgade hår som är mörk gråbruna vid roten och mörkbruna vid spetsen. Mellan de övre framtänderna förekommer inge klaff vad som skiljer arten från Anoura fistulata. På den smala svansflyghuden förekommer några hår.

## Utbredning
Anoura cadenai är en sydamerikansk art som förekommer i bergssluttningarna i sydvästra Colombia. Utbredningsområdet ligger 800 till 1600 meter över havet. I regionen förekommer ett mosaik av skogar och odlingsmark.